# Filippo Fiandrotti
Filippo Fiandrotti (Vinchio, 18 gennaio 1938 – Torino, 4 febbraio 2016) è stato un politico italiano.

## Biografia
Fiandrotti nasce a Vinchio, in provincia di Asti, nel 1938. Laureato in giurisprudenza, avvocato, storico esponente socialista della sinistra e corrente lombardiana, è membro del Partito Socialista Italiano dal giugno 1979 e ne diventa vicepresidente il 14 dicembre 1982. Deputato per tre legislature (eletto per la prima volta nel 1979), è stato componente della X Commissione parlamentare (attività produttive) dal 1987 al 1992, componente della commissione speciale per le politiche comunitarie dal 1990 al 1992 e della delegazione parlamentare italiana presso le assemblee del Consiglio d'Europa dal 1987 al 1992. In tale anno conclude il mandato parlamentare.
Il 31 gennaio 2016 riporta un grave trauma cranico a seguito di una rovinosa caduta dalle scale di un ristorante del centro di Torino, forse provocata da un malore. Soccorso prontamente, entra in coma. Muore dopo cinque giorni, nella mattina del 4 febbraio all'età di 78 anni.